# 菱刈郡
- 令制国一覧 > 西海道 > 大隅国 > 菱刈郡
- 日本 > 九州地方 > 鹿児島県 > 菱刈郡

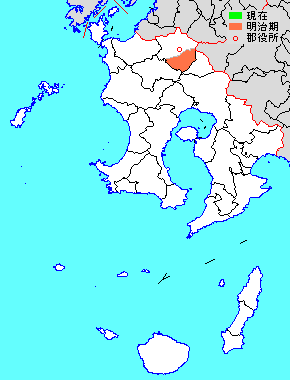
鹿児島県菱刈郡の位置

菱刈郡（ひしかりぐん）は、かつて鹿児島県（大隅国）に存在した郡。

## 郡域
1879年（明治12年）に行政区画として発足した当時の郡域は、現在の伊佐市の一部（大口曽木・大口針持・菱刈各町）にあたる。

## 歴史

### 近世以前
和銅6年（713年）の大隅国成立当初は囎唹郡の一部であった。天平勝宝7年（755年）5月に930名が入植し、この時期に浮浪からの請願により菱刈郡が分割されている。本格的な開発は江戸時代に入ってからで、河川改修などが頻繁に行われ広大な水田地帯となった。

### 近代以降の沿革
- 明治初年時点では全域が薩摩鹿児島藩領であった。「旧高旧領取調帳」に記載されている、同時点での村は以下の通り[注 1]。全域が現・伊佐市。（13村）
  - 馬越郷 - 前目村、田中村、徳辺村
  - 湯之尾郷 - 川南村、川北村
  - 本城郷 - 荒田村、下手村、重留村、南浦村
  - 曽木郷 - 里村、針持村
  - 大口郷（一部） - 市山村、花北村
- 明治2年（1869年） - 馬越郷と湯之尾郷が合併し菱刈郷、本城郷と曽木郷が合併し太良郷となる。
- 明治4年7月14日（1871年8月29日） - 廃藩置県により鹿児島県の管轄となる。

### 郡発足以降の沿革

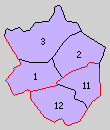
11.菱刈村 12.太良村（紫：伊佐市 1 - 3は北伊佐郡）

- 明治12年（1879年）2月17日 - 郡区町村編制法の鹿児島県での施行により、行政区画としての菱刈郡が発足。「宮之城郡役所」が伊佐郡屋地村に設置され、同郡および薩摩郡とともに管轄。
- 明治14年（1881年）7月28日 - 姶良郡・桑原郡・囎唹郡とともに「加治木郡役所」の管轄となる。
- 明治20年（1887年）5月9日 - 北伊佐郡とともに「牛山郡役所」の管轄となる。
- 明治22年（1889年）4月1日 - 町村制の施行により、以下の各村が発足。（2村）
  - 菱刈村 ← 前目村、田中村、川北村、徳辺村、市山村、花北村、重留村、下手村
  - 太良村 ← 南浦村、荒田村、川南村、里村、針持村
- 明治24年（1891年）8月8日 - 太良村が分割し、一部（南浦・荒田・川南）の区域に東太良村が、残部（里・針持）に西太良村がそれぞれ発足[2]。（3村）
- 明治30年（1897年）4月1日 - 郡制の施行のため、「牛山郡役所」の管轄区域をもって伊佐郡が発足[3]。同日菱刈郡廃止。旧郡域が薩摩国の所属となる。